# Puccinia major
Puccinia major Dietel – gatunek grzybów z rodziny rdzowatych (Pucciniaceae). Grzyb mikroskopijny pasożytujący na roślinach z rodzaju pępawa (Crepis). Wywołuje u nich chorobę zwaną rdzą.

## Systematyka i nazewnictwo
Pozycja w klasyfikacji według Index Fungorum: Puccinia, Pucciniaceae, Pucciniales, Incertae sedis, Pucciniomycetes, Pucciniomycotina, Basidiomycota, Fungi.
Takson ten opisał w 1894 r. Paul Dietel.
Synonimy:
- Aecidium compositarum var. prenanthis Cooke 1871
- Puccinia lapsanae var. major Dietel 1888

## Charakterystyka
Puccinia major jest pasożytem jednodomowym, tzn. cały jej cykl rozwojowy odbywa się na jednym żywicielu. Jest rdzą pełnocyklową, wytwarzającą wszystkie typowe dla rdzy rodzaje zarodników. Spermogonia powstają pomiędzy ecjami na dolnej stronie liści w grupach. Ecja są okrągłe, kopułkowate, żółte z zakrzywionym brzegiem i tworzą się na żółtych plamkach, także na nerwach i ogonkach. Cynamonowo-brązowe, proszkowate uredinia powstają w obrębie plam na obydwu stronach liści. Urediniospory 19–21 × 19–26 µm, z 2 równikowymi porami rostkowymi, nie przykryte brodawką. Telia podobne do urediniów, ale czarniawo brązowe. Teliospory 21–33 × 28-48 µm, dwukomórkowe, drobno brodawkowate, na krótkich szklistych trzonkach.
Występuje w licznych krajach Europy. Jest monofagiem pasożytującym tylko na gatunkach z rodzaju pępawa (Crepis). W Polsce stwierdzono występowanie na pępawie dwuletniej (Crepis biennis) i pępawie błotnej (Crepis paludosa).